# Coventry (motorfiets)
Coventry is een Brits historisch merk van motorfietsen.
De bedrijfsnaam was: The Harris Cycle Co., Coventry. 
Harris was een rijwielfabriek die in 1910 onder de merknaam "Coventry" motorfietsen ging produceren. Het waren voor die tijd typische modellen, met een 3½pk-motor, een geveerde voorvork en directe riemaandrijving vanaf de krukas. In 1911 werd de productie beëindigd. 